# 톰 소여 (1930년 영화)
톰 소여(Tom Sawyer)는 미국에서 제작된 존 크롬웰 감독의 1930년 모험, 코미디, 드라마 영화이다. 잭키 쿠건 등이 주연으로 출연하였고 루이스 D. 라이튼 등이 제작에 참여하였다.

## 출연

### 주연
- 잭키 쿠건

### 조연
- 밋지 그린
- 루시엔 리틀필드
- 툴리 마샬
- 클라라 브랜딕
- 에델 웨일즈
- 딕 윈슬로
- 잭키 셜
- 제인 다웰
- 찰스 스티븐스
- 찰스 셀론
- 론 포프
- 대니 맥 그랜트

## 제작진
- 원작자: 마크 트웨인